# Oímbra
Oímbra – gmina w Hiszpanii, w prowincji Ourense, w Galicji, o powierzchni 71,9 km². W 2011 roku gmina liczyła 2062 mieszkańców.